# 이세화 (고려)
이세화(李世華, ?~1238년 9월 25일(음력 8월 16일))는 고려의 문신이다. 자(字)는 거실(居實)이고 본관은 정주(貞州: 현 개성특별시 개풍군)이다.

## 생애
아버지는 이름을 알 수 없고 검교대장군(檢校大將軍)을 지냈다는 기록만 있으며, 어머니는 해양군부인(海陽郡夫人) 김씨(金氏)이다.
1198년(신종 원년)에 국자감시에 응시해 합격했다.
1202년(신종 5년)에 병과(丙科)에 급제했다.
희종 때 다방(茶房)에 있었고 얼마 뒤에 잠시 면직되었다가 다시 내시(內侍)에 있었다.
강종이 사망하자 규례에 따라 잠시 면직되었다. 그 후 견주(見州: 현 경기도 양주시) 감목(監牧)에 제수 되었다.
1216년(고종 3년)에 도병마녹사(都兵馬錄事)에 임명되었고, 1217년(고종 4년)에 정융분도(定戎分道)가 되었는데 이 때 조충의 막하에 있었다. 조충은 이후 표(表)를 올려 막하에 머물게 한 다음 그를 중요하게 썼으며, 조충은 조정에 돌아와 이세화를 천거해 이세화는 대영서 승(大盈署丞)에 제수되었다.
1220년(고종 7년)에 백령진(白翎鎭: 현 인천광역시 옹진군 백령면) 장(將)이 되었는데, 고을을 잘 다스렸고 그 지역에 향교를 처음으로 설치해 향리의 자제들을 모아 글을 가르쳤으며, 여기에서 공거(貢擧)에 응시한 사람들이 나왔다.
그 후 신호위 녹사(神虎衛錄事), 도병마(都兵馬), 내원서령 비서랑(內園署令祕書郞) 등의 관직을 거쳤다.
1224년(고종 11년) 여름에는 중서주서(中書注書)에 있었고, 겨울에는 우정언 지제고(右正言知制誥)에 있었으며 얼마 뒤에 전중시어사(殿中侍御史)로 임명되었고 비어대(緋魚袋)를 하사받았으며, 얼마 안 가 우사간 지제고(右司諫知制誥)로 임명되었다.
1227년(고종 14년) 남원부(南原府: 현 전라북도 남원시)의 원이 되었고, 1228년(고종 15년)에는 동주(東州: 현 강원도 철원군)의 원으로 임명되었는데, 정치를 잘한다는 평가를 받았다.
1230년(고종 17년)에는 시어사 금자(侍御史金紫)로 임명되었고, 1231년(고종 18년)에는 경상도 안찰사가 되었다.
이 때 몽골이 고려를 침입해(제1차 고려-몽골 전쟁) 다섯 개의 도의 염안사(廉按使)가 모두 군사를 거느리고 구원하러 가게 되었는데, 이세화는 다른 사람들과 달리 빨리 도착했고 군대를 지휘하는 것이 마치 노련한 장수가 하는 것처럼 해서 이를 들은 사람들이 이세화를 위대하다고 여겼다.
1232년(고종 19년) 예빈 소경 어사잡단(御史雜端)에 임명되었다. 여름에 몽골이 고려를 침략하자 조정은 수도를 강화도로 옮기려 했는데, 광주(廣州: 현 경기도 광주시)는 중요한 진(鎭)이라 조정의 논의를 거쳐 이세화를 광주를 방어하는 적임자로 보내 광주를 지키게 했다. 11월에 몽골이 수십 겹으로 포위하고 몇 달 동안을 온갖 수단으로 공격했는데, 이세화는 밤낮으로 수비를 튼튼히 하고 수시로 응변해 몽골이 예측할 수 없게 했으며 또한 사로잡히거나 죽은 몽골군이 많기 때문에 몽골군은 광주성 함락이 불가능한 일임을 알고 철수했다.
1235년(고종 22년)에 조산대부(朝散大夫) 예부시랑 우간의대부 보문각직학사 지제고(禮部侍郞右諫議大夫寶文閣直學士知制誥)로 임명되었으며, 얼마 후에 이부 시랑(吏部侍郞)으로 관직을 옮겼다.
1237년(고종 24년)에 청주산성(淸州山城)에서 몽골군을 격퇴했다.
1238년(고종 25년)에 음력 8월 15일에 집에 있으면서 달구경을 하면서 조용히 즐기던 중 잔을 들다가 갑자기 쓰러져 다음날인 음력 8월 16일 새벽에 사망했다.

## 전기 자료
- 이규보, 《동국이상국집》, 〈후집〉12, 이세화 묘지명